# Radviliškis
Radviliškis (polska Radziwiliszki) är en stad i Šiauliai län i Litauen. Staden har 16 344 invånare år 2015.